# 영릉로
영릉로 (yeongleng-ro)는 경기도 여주시 홍문동 버스터미널사거리에서 세종대왕면 백석교차로를 잇는 도로이다.

## 주요 경유지
경기도
- 여주시 (홍문동 . 창동 . 세종대왕면)

## 노선
전 구간 지방도 제333호선에 속하기 때문에 이 노선에 대한 별도 표기는 생략한다.
| 이름              | 접속 노선                      | 소재지 | 소재지     | 비고 |
| ----------------- | ------------------------------ | ------ | ---------- | ---- |
| 터미널사거리      | 지방도 제345호선 여양로 세종로 | 여주시 | 홍문동     |      |
| 소양천로          |                                | 여주시 | 홍문동     |      |
| 도장교 교차로     | 우암로                         | 여주시 | 창동       |      |
| 도장 교차로       | 지방도 제333호선 우암로        | 여주시 | 창동       |      |
| 하동사거리        | 소양로                         | 여주시 | 창동       |      |
| 하동교 삼거리     | 청심로                         | 여주시 | 창동       |      |
| 세종대왕릉삼거리  | 국도 제42호선 (중부대로)       | 여주시 | 창동       |      |
| 장자터 교차로     |                                | 여주시 | 세종대왕면 |      |
| 세종대왕릉삼거리  | 대왕로                         | 여주시 | 세종대왕면 |      |
| 효종대왕릉 교차로 |                                | 여주시 | 세종대왕면 |      |
| 선왕등고개        |                                | 여주시 | 세종대왕면 |      |
| 백석 교차로       | 지방도 제333호선 능북로        | 여주시 | 세종대왕면 |      |
| 능북로와 직결     |                                |        |            |      |

## 주요 시설및 건물
- CU 여주새로운점 (영릉로 19/창동 181-7)
- 알뜰 한빛주유소 (영릉로 38/창동 207)
- 르노코리아자동차 서비스 지정정비센터 여주정비 (영릉로 42/창동 215-6)
- GS25 여주창동점 (영릉로 64/창동 229-2)
- 세종도서관 (영릉로 125/하동 107-12)
- 여주세종국악당 (영릉로 125/하동 107-12)
- SK에너지 행복충전 여주에너지충전소 (영릉로 148/하동 99-2)